# 老奧約國家公園
8°25′0″N 3°50′0″E / 8.41667°N 3.83333°E
老奧約國家公園是尼日利亞的國家公園，位於該國西南部，橫跨奧約州北部和夸拉州南部，成立於1999年，面積2,512平方公里，鄰近奧約和奧博莫紹。